# Аскольдова Могила
Аско́льдова Моги́ла — одна з найвідоміших історичних місцевостей та урочище у Києві, де колись також містився престижний некрополь, знищений за радянських часів. У наш час — парк, пам'ятка садово-паркового мистецтва. Розташована між Дніпровським узвозом, вулицею Івана Мазепи і Маріїнським парком, охоплюючи частину Дніпровських схилів.

## Історія

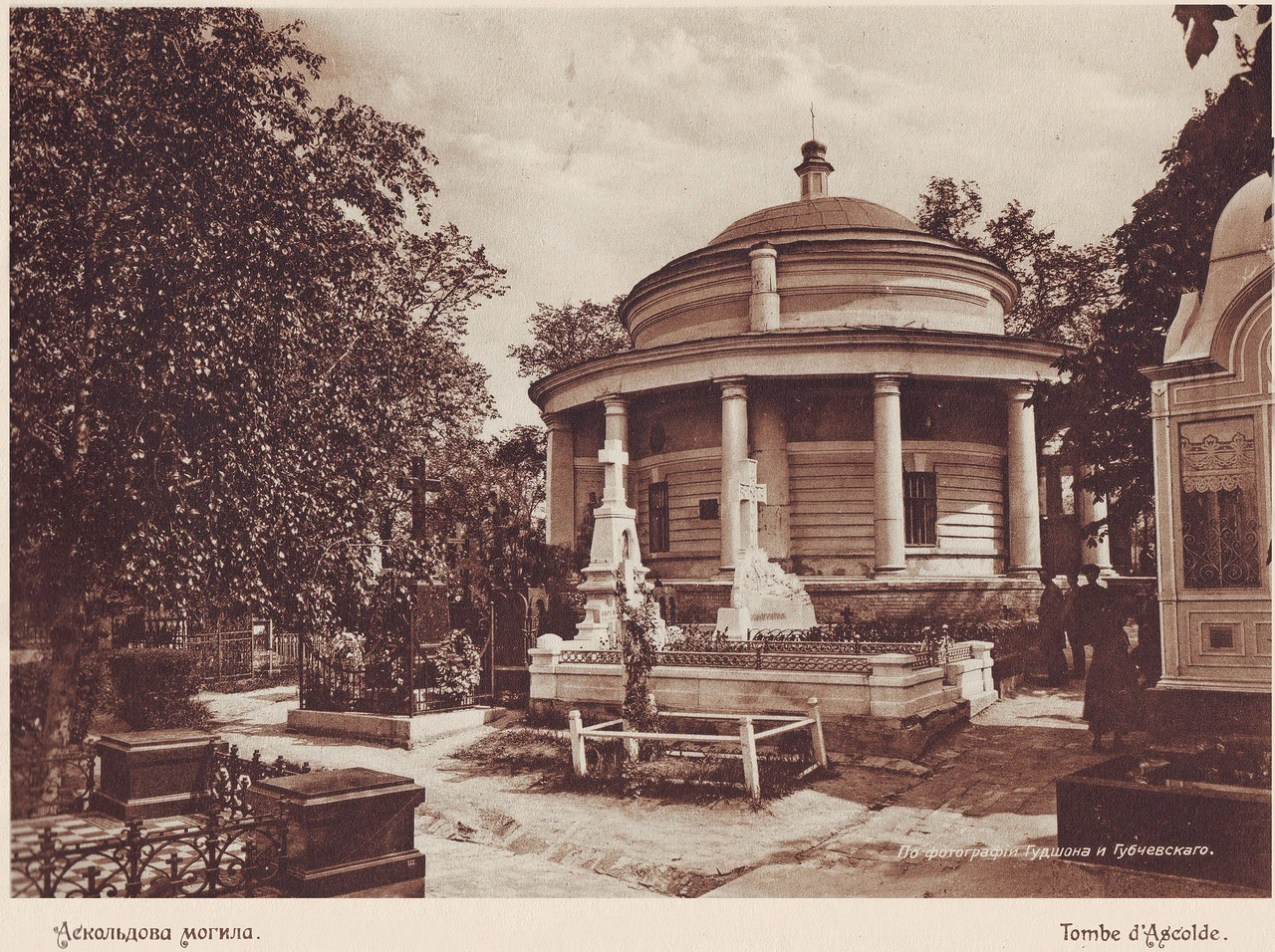
Аскольдова Могила, 1911 рік

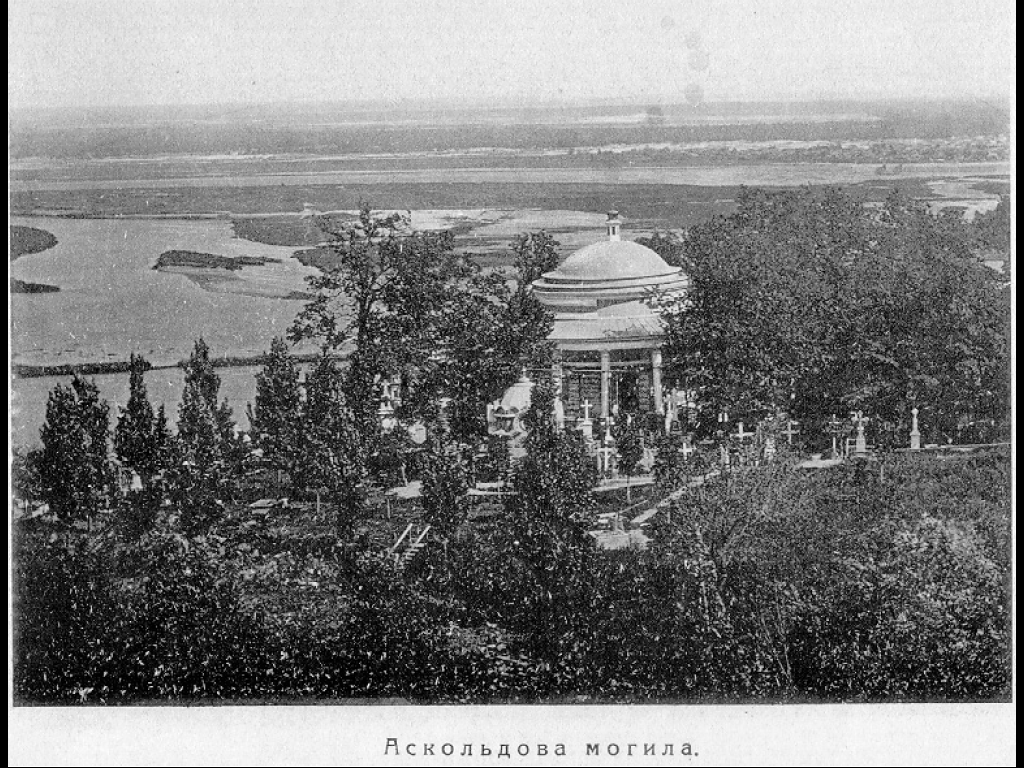
Вид на Аскольдову Могилу. Початок XX століття

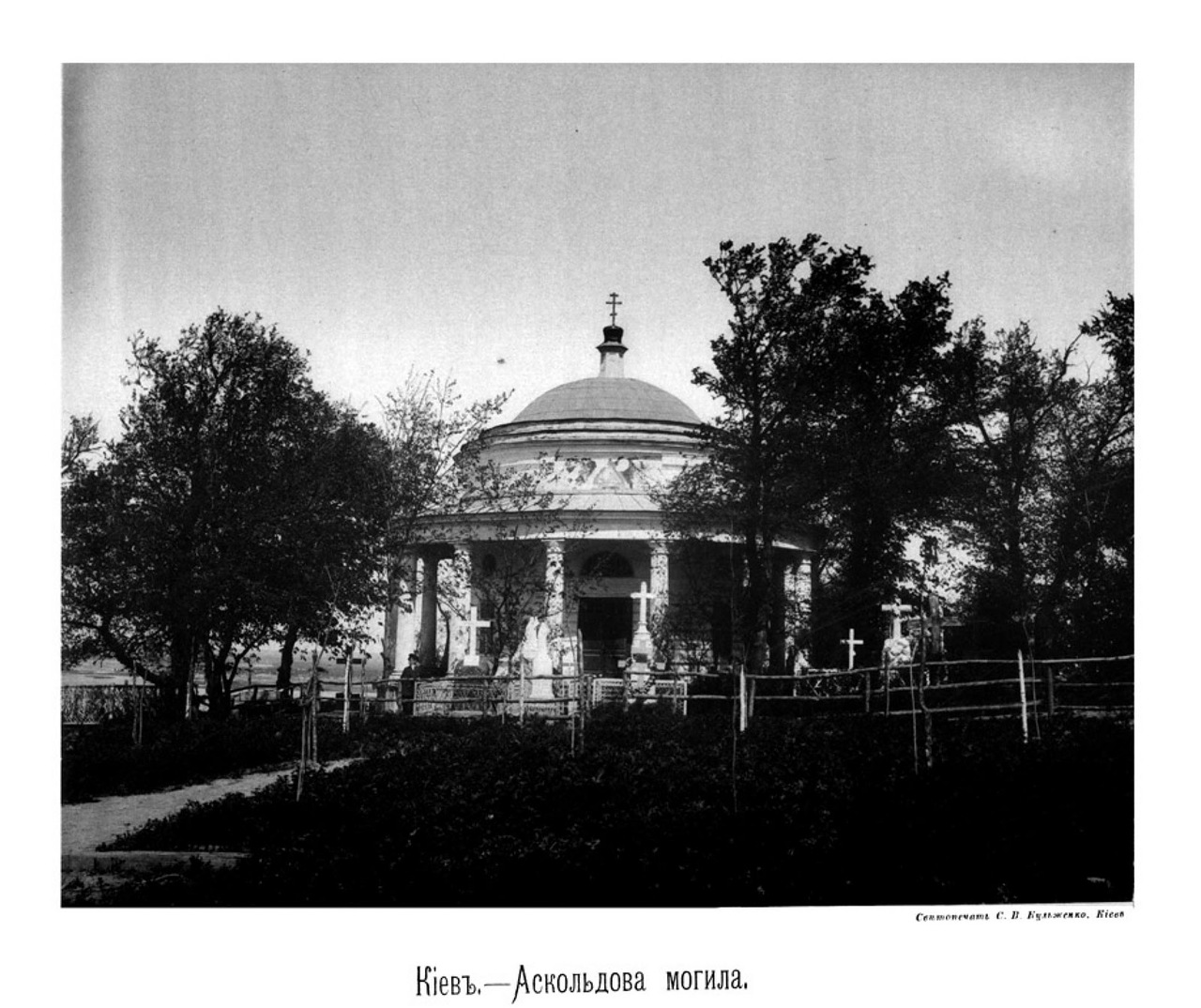
Аскольдова Могила, 1888 рік

Аскольдова Могила виникла на місці урочища Угорського. Цю місцевість здавна пов'язували з легендою про вбивство Аскольда (а іноді — і Діра). За літописом, Аскольда поховано саме на цьому місці. Згідно з переказами, ще княгиня Ольга збудувала тут у X ст. дерев'яну церкву Св. Миколи (Микола — це ім'я, яке прийняв Аскольд при хрещенні у 867 році). У 971 році церкву було зруйновано сином Ольги — Святославом, правління якого пов'язане із жорстокою язичницькою реакцією, переслідуванням християн і нищенням церков. Лише у 990 році князь Володимир відновив раніше зруйнований храм. У 1036 році при церкві було засновано жіночий монастир.
Територія Аскольдової могили пам'ятна ще й тим, що там у XII ст. було поховано князем Святополком Ізяславичем його тестя половецького хана Тугоркана. Відомо, що в Угорському урочищі була стародавня християнська церква, в якій збиралися християни в час, коли панувало язичництво. Перші українські іноки-християни заснували монастир, який проіснував на Аскольдовій могилі до 1715 року. Стара дерев'яна церква на Аскольдовій могилі існувала до 1809 року. У підвалі храму було встановлено гробницю Аскольда. Навколо церкви розмістився цвинтар, де були поховані представники відомих родів, діячі культури, знатні київські міщани.
Археологічна розвідка 1997 року виявила тут гончарний комплекс середини — третьої чверті XVIII ст., пов'язаний з колишньою київською слободою Микільський полик.
Не пізніше XV ст. на Аскольдовій Могилі виник Микільський Пустинський монастир. У XVII ст. серед київських просвітників поширилася думка, що монастирська церква — це і є стародавня церква Св. Миколи, що згадується у літописі як поставлена над могилою князя Аскольда. Звідси дослідникам XIX ст. вже неважко було зробити висновок, що літописне урочище Угорське — це місцевість навколо Пустинського монастиря. Тоді й розповсюдилася назва «Аскольдова Могила», популяризації якої сприяли однойменні роман Михайла Загоскіна та опера Олексія Верстовського.
Статус пам'ятки садово-паркового мистецтва надано рішенням виконкому міськради від 20.03.1972 р. № 363 та рішенням Київради від 17.02.1994 р. № 15.

## Некрополь
Некрополь на Аскольдовій Могилі складався від кінця XVIII до початку XX ст. У 1715 році територія навколо старої Микільської церкви стала цвинтарем — спочатку суто монастирським, а у 1786 році — загальноміським. У 1810 році тут було збудовано нову муровану церкву (зведену за проектом архітектора Андрія Меленського), яку в середині XIX ст. планувалося знести разом з цвинтарем, але втручання імператора Миколи І врятувало й те, й інше. Щоправда, поховання тут припинилися, але з початку 1870-х рр. відновилися. Наприкінці XIX ст. через постійні зсуви схилу цвинтар опинився у аварійному стані, і з того часу, впродовж 20 років, тут велися дренажні та інженерні роботи.
Цвинтар на Аскольдовій Могилі був значно меншим за Байковий, але не поступався йому за елітарністю некрополя. Тривалий час тут ховали відомих і заможних киян, були споруджені численні художні надгробки і склепи. На схилах Дніпра знаходили вічний притулок філософи і лікарі, письменники та актори, інженери й композитори. Тут були поховані як відомі українофіли Олександр Лашкевич та Василь Тарновський, москвофіли Михайло Юзефович та Олександр Дрентельн. Багато ховали тут військових — від ветеранів війни 1812 року з Наполеоном і учасників Кримської війни до героїв Першої світової — пілота Петра Нестерова та гусарів Київського полку. На Аскольдовій Могилі були також поховані лікар Франц Мерінг, антрепренер Йосип Сєтов, акторське подружжя Миколи Соловцова та Марії Глєбової, богослов Василь Певницький, багатій-меценат Василь Симиренко, банкір Михайло Філіппов, меценат Микола Хряков і ще близько 2000 відомих та видатних осіб.
За доби визвольних змагань на кладовищі виникло чимало братських поховань. На Аскольдовій Могилі у лютому 1918 року поховали червоногвардійців, котрі здобували місто; у березні 1918 року — українських юнаків, що загинули під Крутами, обороняючи Київ від більшовицьких військ; пізніше — петлюрівських козаків.

## Міський парк
31 травня 1919 року радянські органи оголосили про закриття цвинтаря. У 1934 році почалася ліквідація та перетворення некрополя на парк «Аскольдова Могила». У зв'язку з цим відбулося варварське руйнування численних склепів на надгробків, які були утилізовані (півтора десятки статуй передали як натуру для студентів Художнього інституту). Лише одиничні поховання, перенесені до інших некрополів, збереглися досі, як-от могила пілота Петра Нестерова на Лук'янівському кладовищі, подружжя акторів Миколи Соловцова та Марії Глєбової на Байковому кладовищі, мецената Василя Тарновського на Звіринецькому кладовищі. Що ж до Миколаївської церкви, то у 1936 році її перетворили на ресторан, а у 1938 за проектом архітектора Петра Юрченка перебудували на парковий павільйон: замість пласкої ампірової бані споруджено відкриту іонічну колонаду без даху. У 1940 році набув назву Аскольдів сад.
Востаннє Аскольдова Могила використовувалася як цвинтар за нацистської окупації. Тут було організовано цвинтар німецьких офіцерів і солдатів, яких ховали чіткими рядами під однаковими дерев'яними хрестами. На пагорбі біля церкви-ротонди стояла велика скульптура — голова німецького солдата у шоломі. Ці поховання були знищені невдовзі після відступу німецьких військ. Натомість було влаштовано невелику алею могил радянських воїнів, котрі відзначилися при обороні та визволенні Києва. Пізніше їх перенесли до парку Вічної Слави.
Сучасна Аскольдова Могила — частина мальовничого парку на правому березі Дніпра та одне з улюблених місць прогулянок киян. Миколаївську церкву на початку 1990-х рр. віддали релігійній громаді греко-католицької церкви, нині це діючий храм, який у 2001 році відвідав Папа Іван Павло ІІ. Також у 1990-х рр. на Аскольдовій Могилі встановлено великий хрест як символічний надгробок героїв Крут.

## Поховання доби Незалежності
Незалежність повернула суспільну думку до поступового переосмислення спадщини минулого та її відновлення, а Революція Гідності та вторгнення 2022 року актуалізували необхідність створення національного Пантеону Героїв. Висловлювались ідеї облаштувати його на Аскольдовій могилі. Зокрема, відповідна петиція у березні 2023 року набрала 25 тисяч голосів.
Наразі на Аскольдовій могилі є 5 поховань часів незалежної України:
- Олександр Клітинський (1988—2014) — громадський активіст, учасник Революції гідності, герой Небесної сотні. Герой України (2014).
- Марко Паславський (1959—2014) — солдат резервного батальйону оперативного призначення «Донбас» Національної гвардії України. Загинув у ході війни на сході України під час визволення Іловайська. Кавалер ордена Данила Галицького (посмертно).
- Дмитро Коцюбайло (1995—2023) — доброволець, військовослужбовець, командир 1 ОМБ «Вовки Да Вінчі» Збройних сил України, учасник російсько-української війни. Герой України (2021).
- Андрій Пільщиков (1993—2023) — військовий льотчик, майор (посмертно) 40 БрТА Повітряних сил Збройних сил України, учасник російсько-української війни. Кавалер ордена «За мужність» III ступеня (2022).
- Павло Петриченко (1992—2024) — громадський активіст, військовослужбовець 59-тої окремої мотопіхотної бригади, учасник російсько-української війни. Кавалер ордена «За мужність» ІІІ ступеня (2023).

Сучасний цвинтар біля храму св. Миколая. Могили українських героїв Олександра Клітинського і Марка Паславського

## Пам'ятки Аскольдової Могили

### Церква Святого Миколая
Церква Святого Миколая — храм в урочищі Аскольдова могила, спроєктований Андрієм Меленським і збудований 1809 року на місці культових споруд, які існували на цьому місці від XI століття і від самого початку були присвячені святому Миколаю Мирлікійському.

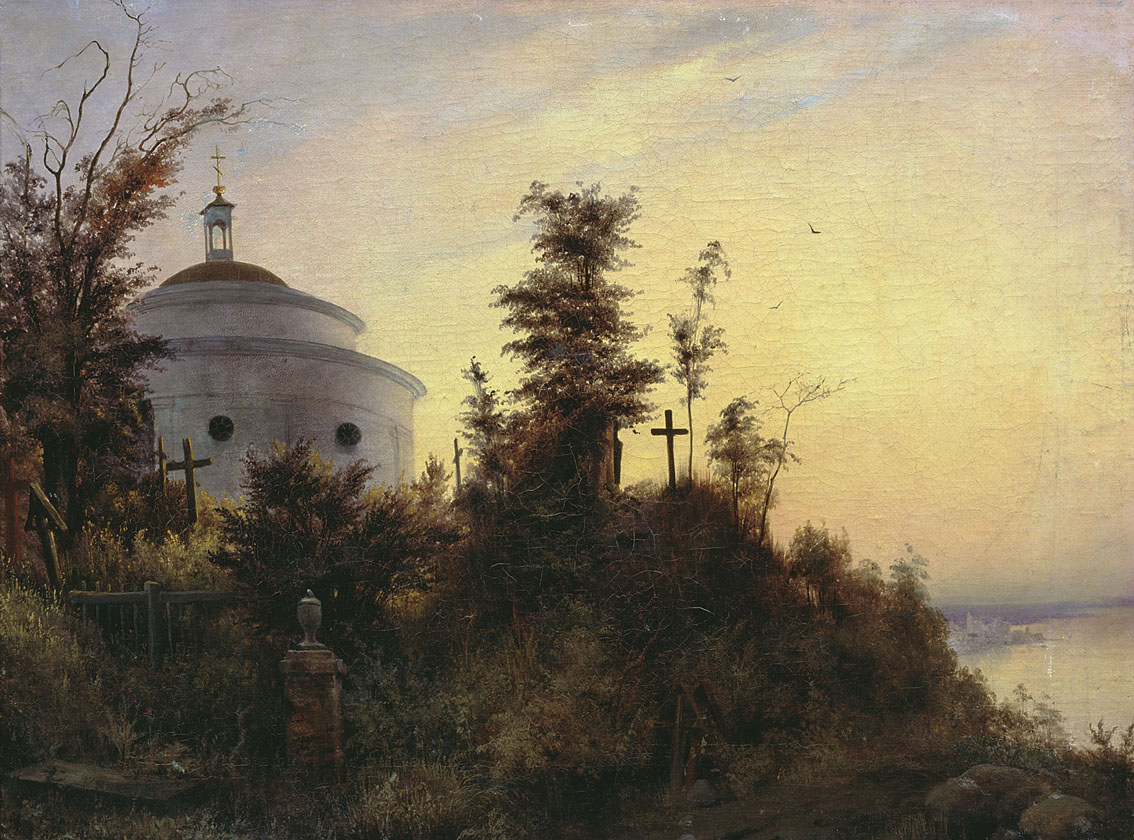
Аскольдова могила. Робота Василя Штернберга, 1837
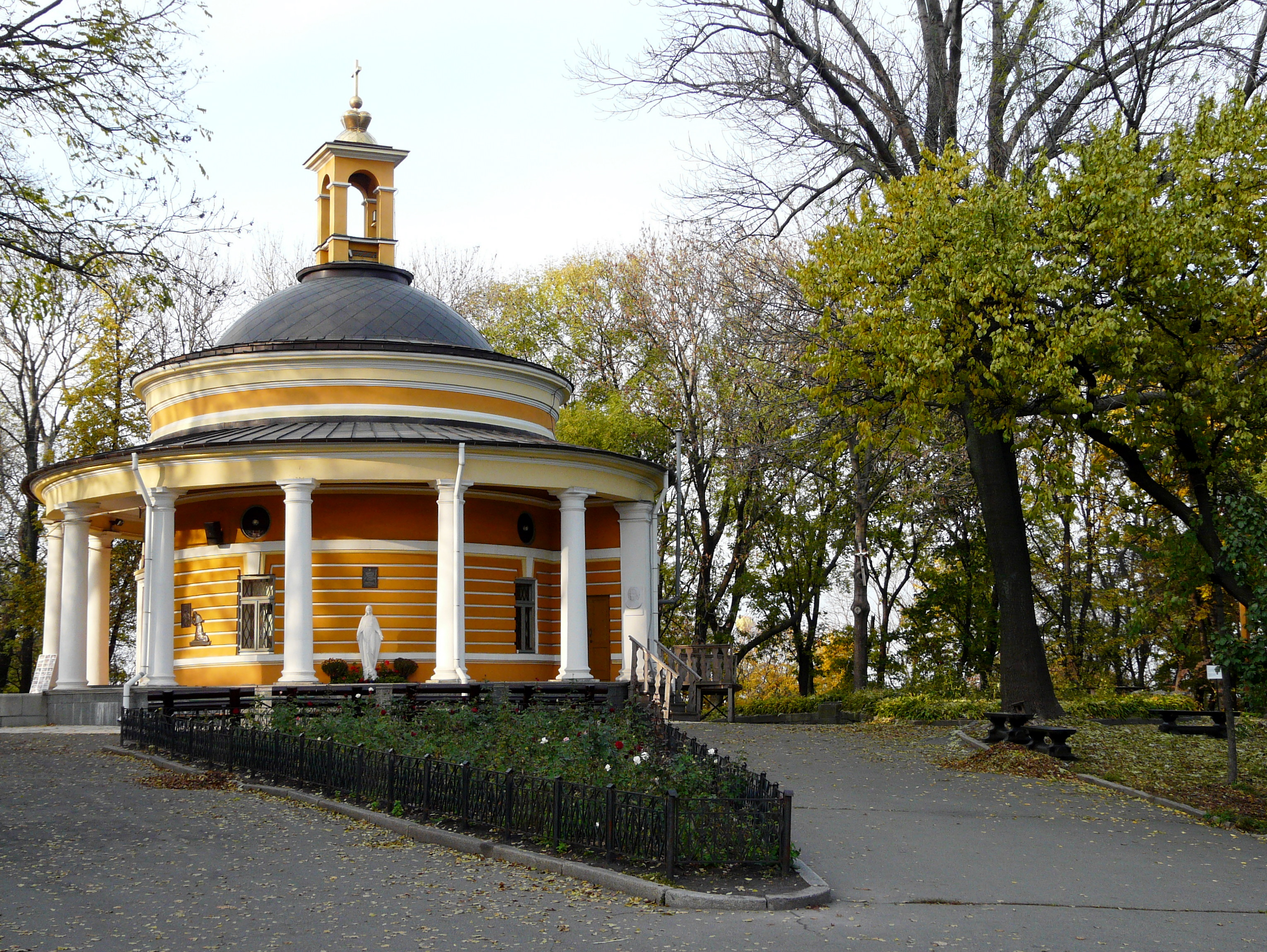
В історичному приміщенні нині діє Церква Святого Миколая УГКЦ
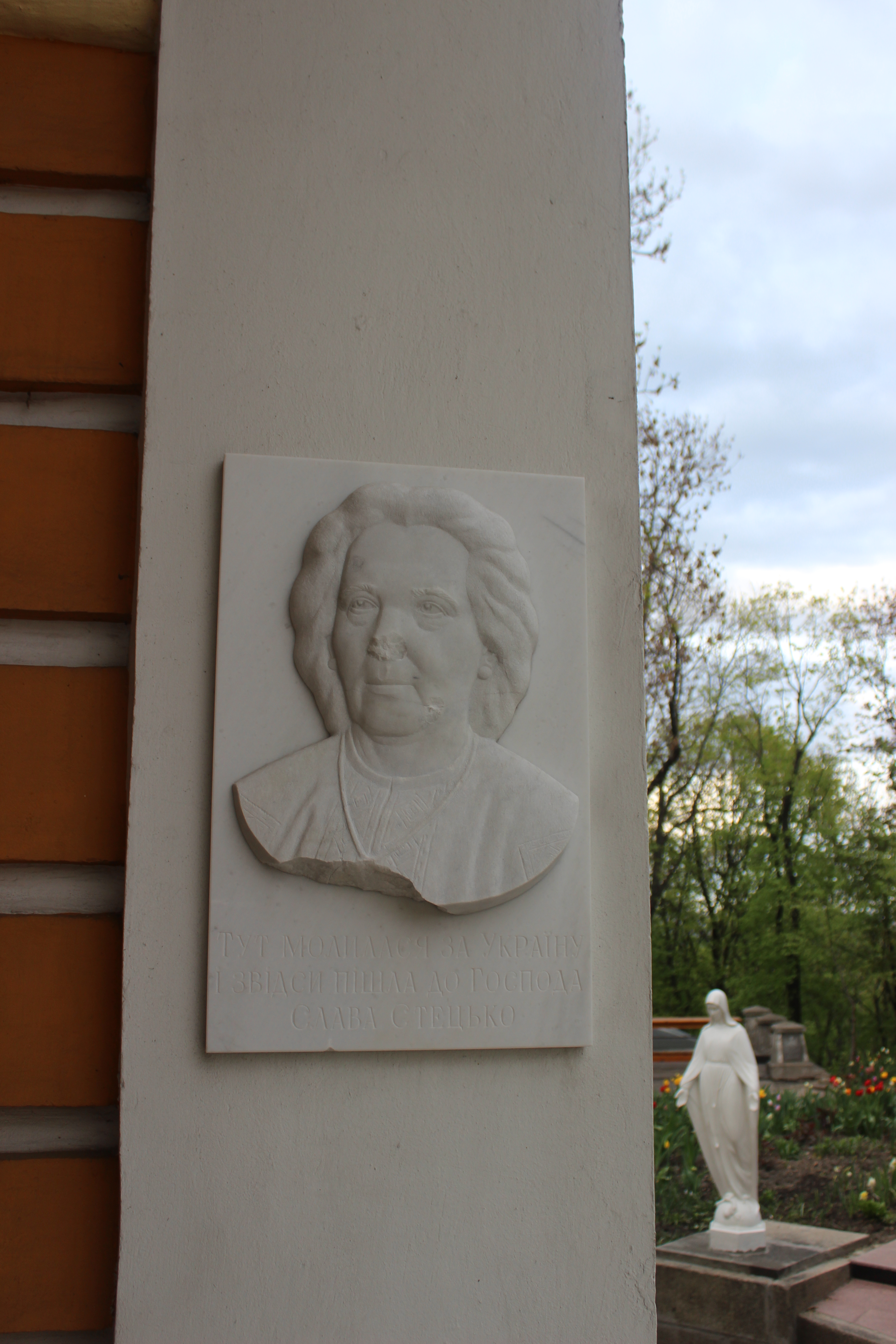
Меморіальна дошка на честь Слави Стецько
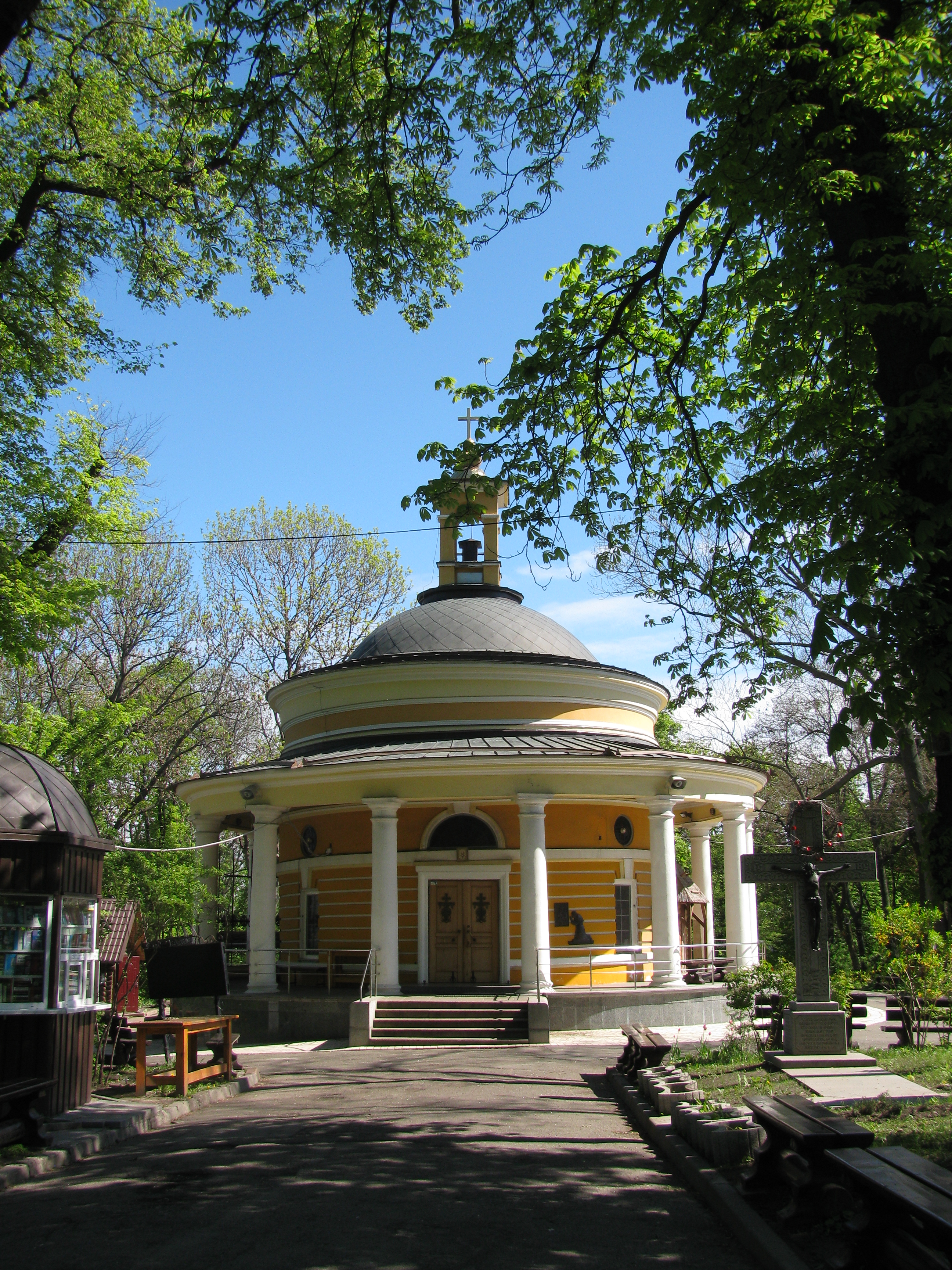

### Меморіал Героям Крут

Меморіал Героям Крут на Аскольдовій могилі
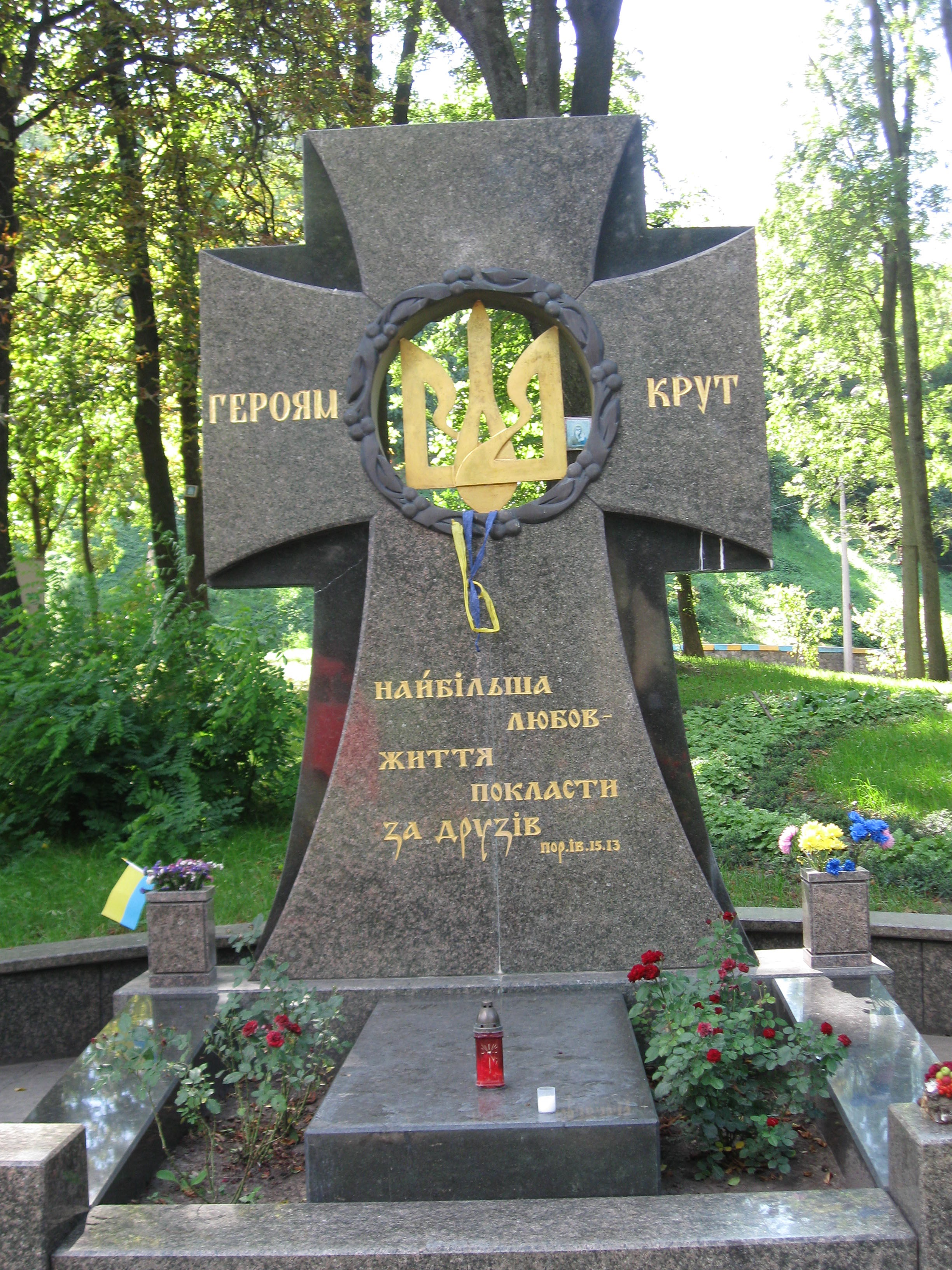
Пам'ятний хрест на могилі загиблих крутян

### Урочище угорське
Згідно з Повістю временних літ, саме від назви племені угрів походить топонім Угорське урочище, що нині локалізується в районі урочища Аскольдова Могила. За літописною версією, походить від табору давніх угорців, які проходили повз Київ під час переселення з Причорномор'я на Дунай. 
Пам'ятний знак «1100-ліття віднайдення угорцями своєї Батьківщини» відкрито 1997 року на відзнаку 1100-ї річниці літописної згадки. Автори пам'ятного знака — скульптор Ю. В. Багаліка, архітектор Я. Я. Віґ.

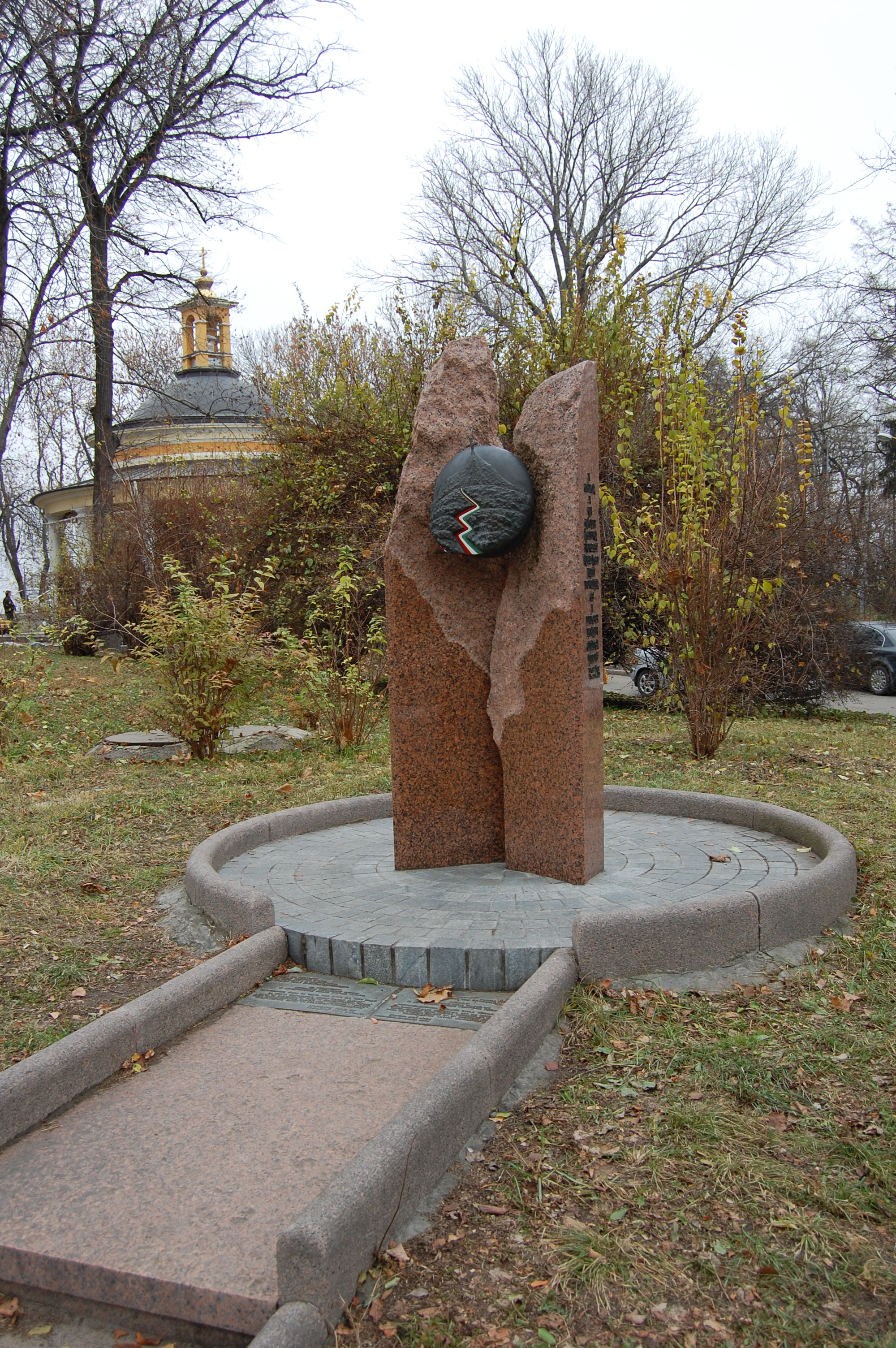
1100-ліття віднайдення угорцями своєї Батьківщини
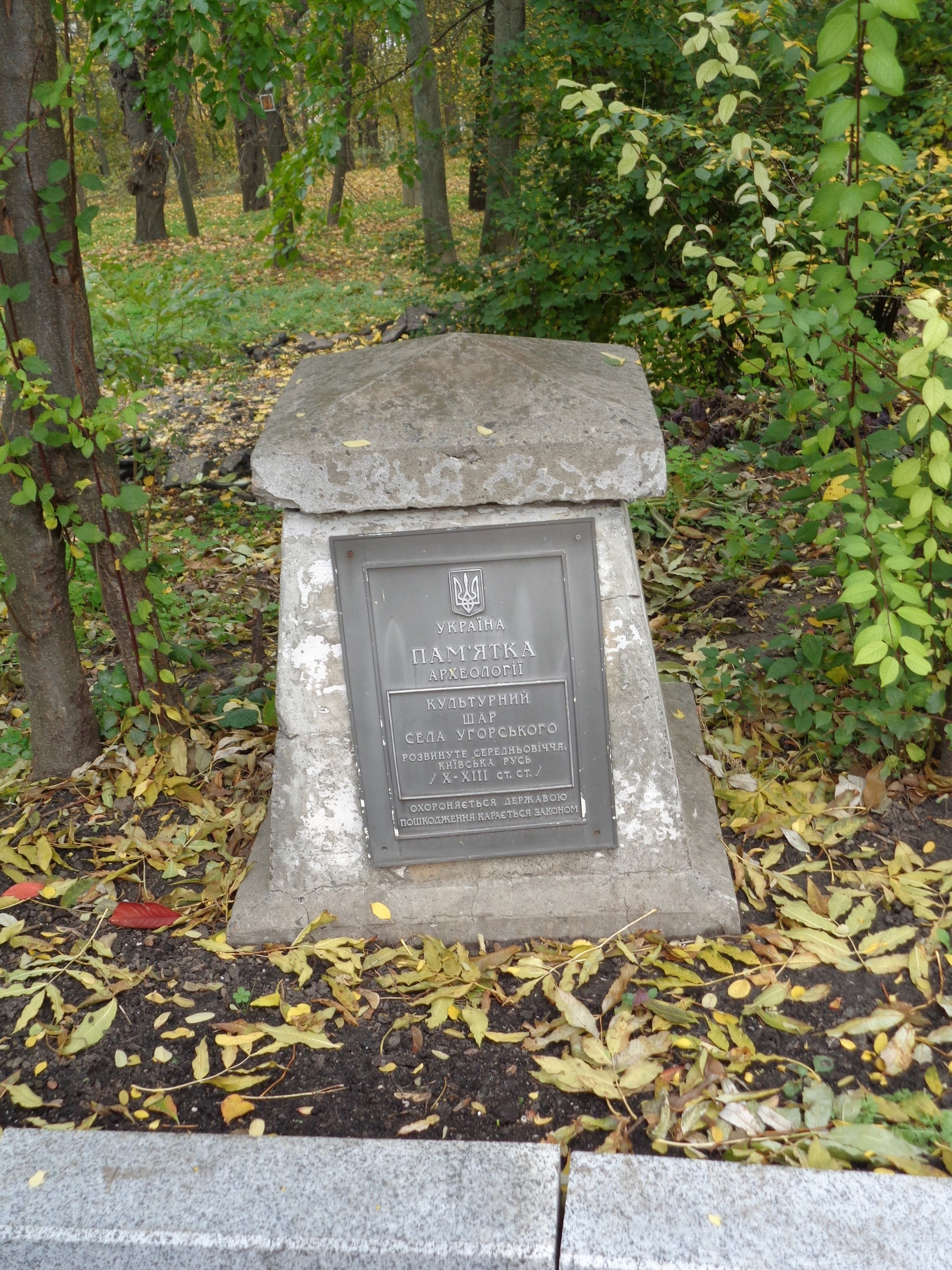
Культурний шар села Угорське

### Пам'ятний знак Тарасу Шевченку

Пам'ятний знак, споруджений коштом громади церкви Святого Миколая, було відкрито й освячено 9 березня 2014 до 200-річчя з дня народження Тараса Шевченка. Композиція складається із символічного каменя, на якому сидів художник, етюдника і самої роботи. Для точного відтворення в бронзі малярських приладь за зразок було взято етюдник Тараса Григоровича та інші меморіальні речі, що зберігаються в Національному музеї Тараса Шевченка. Автори — скульптори Олесь Сидорук і Борис Крилов.

### Хресна дорога Ісуса Христа
Символічну Хресну дорогу Ісуса Христа створено в 2014 році — 14 рельєфних бронзових скульптур авторства Геннадія Єршова розміщено на дерев'яних хрестах, розташованих по дорозі навколо церкви.

Дванадцята "стація" (зупинка) Хресної дороги на Аскольдовій Могилі

## Галерея

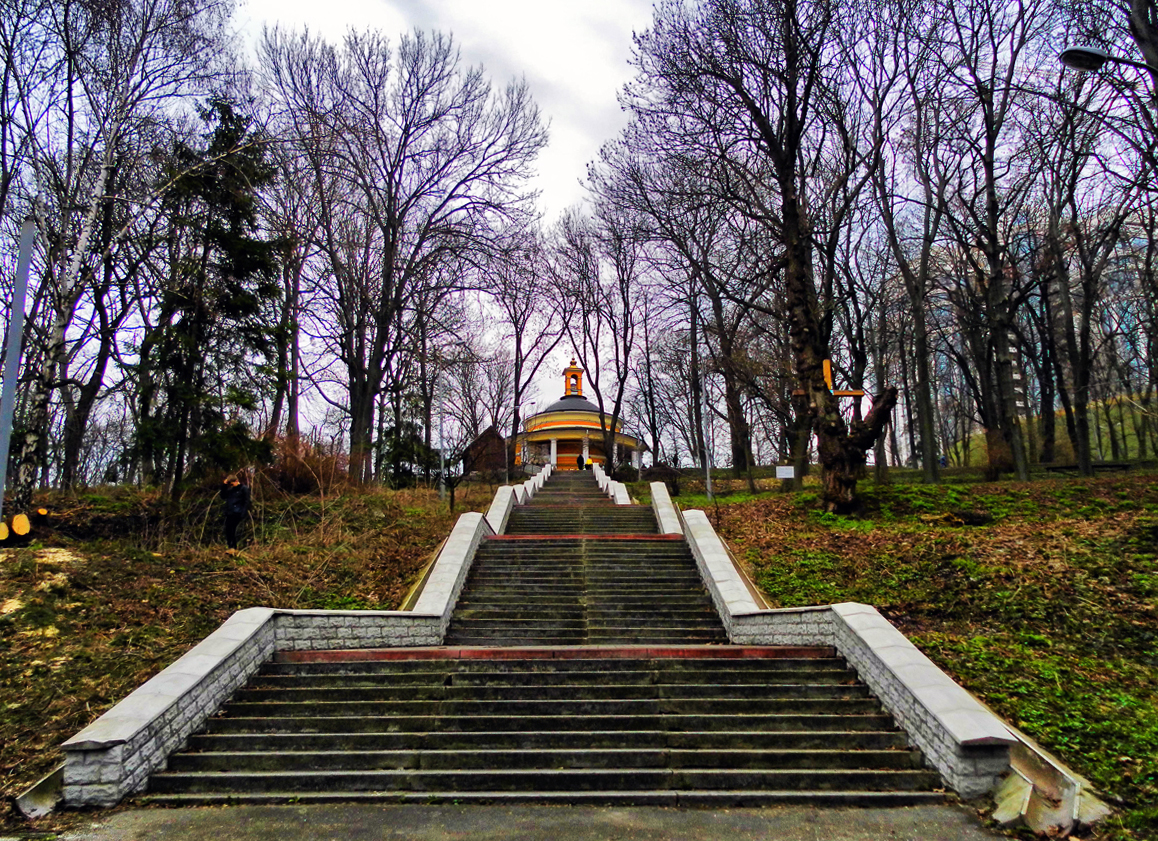
Східці до Церкви
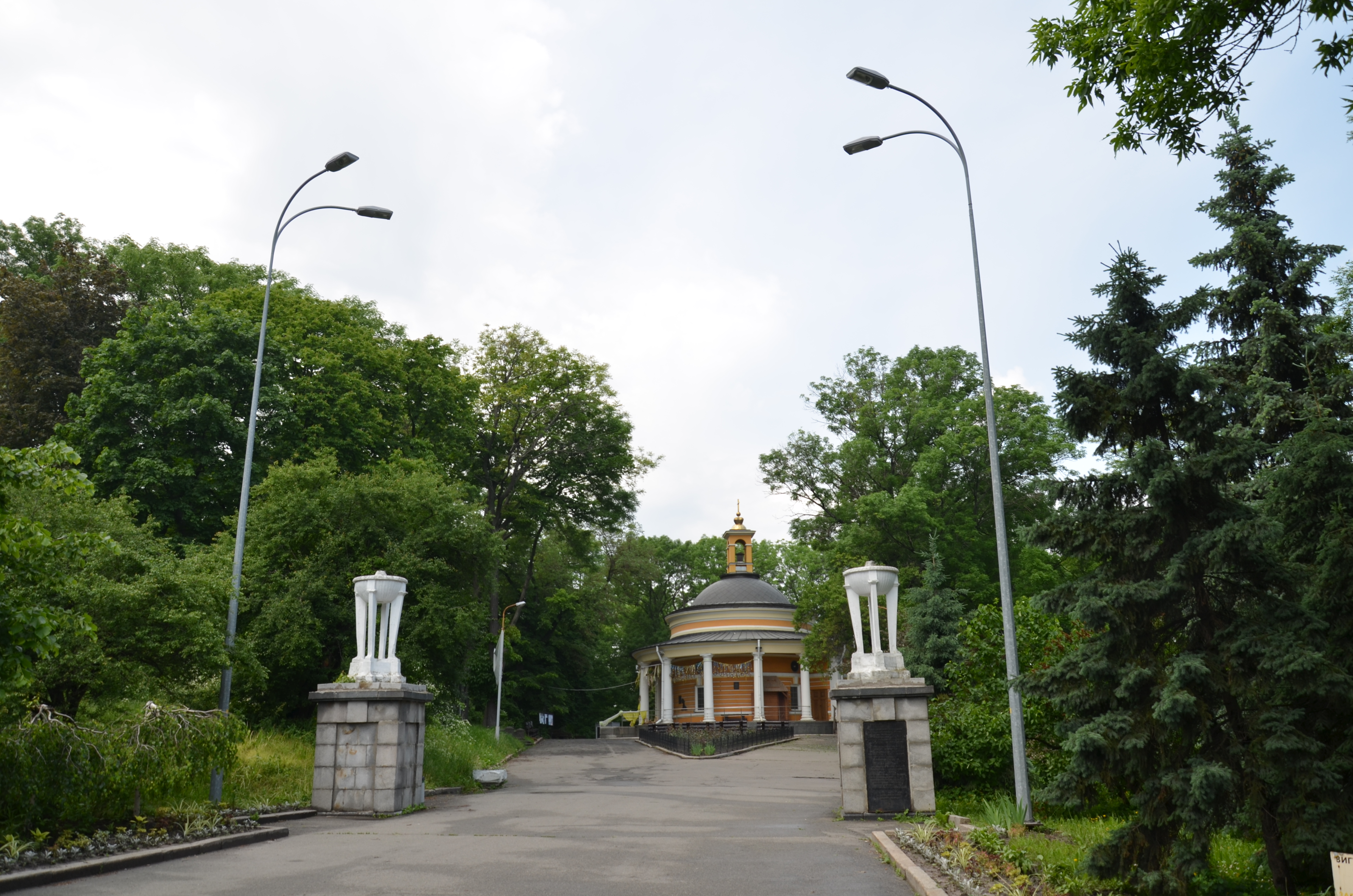
Головний вхід
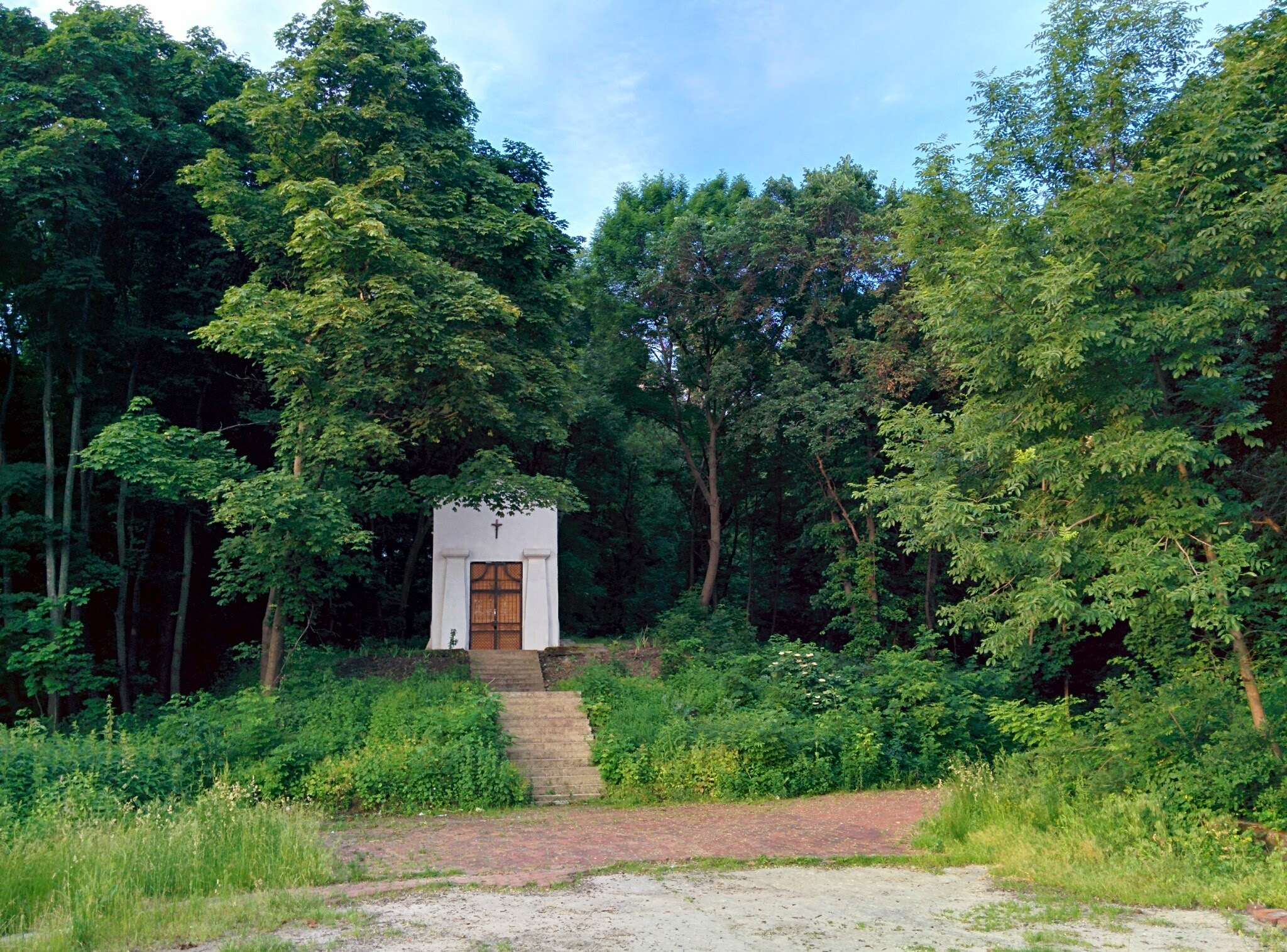
Каплиця-склеп
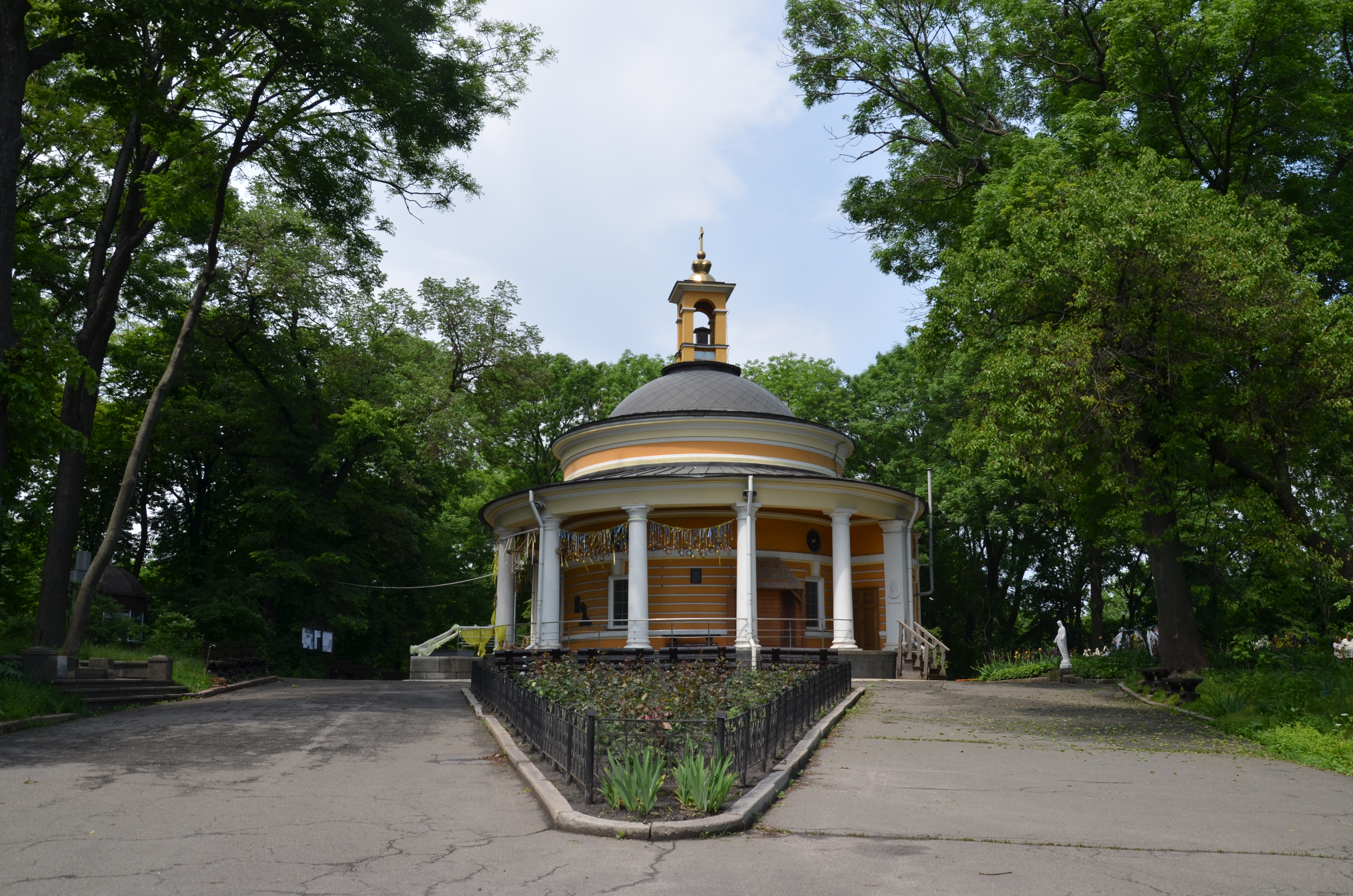
Церква Святого Миколая
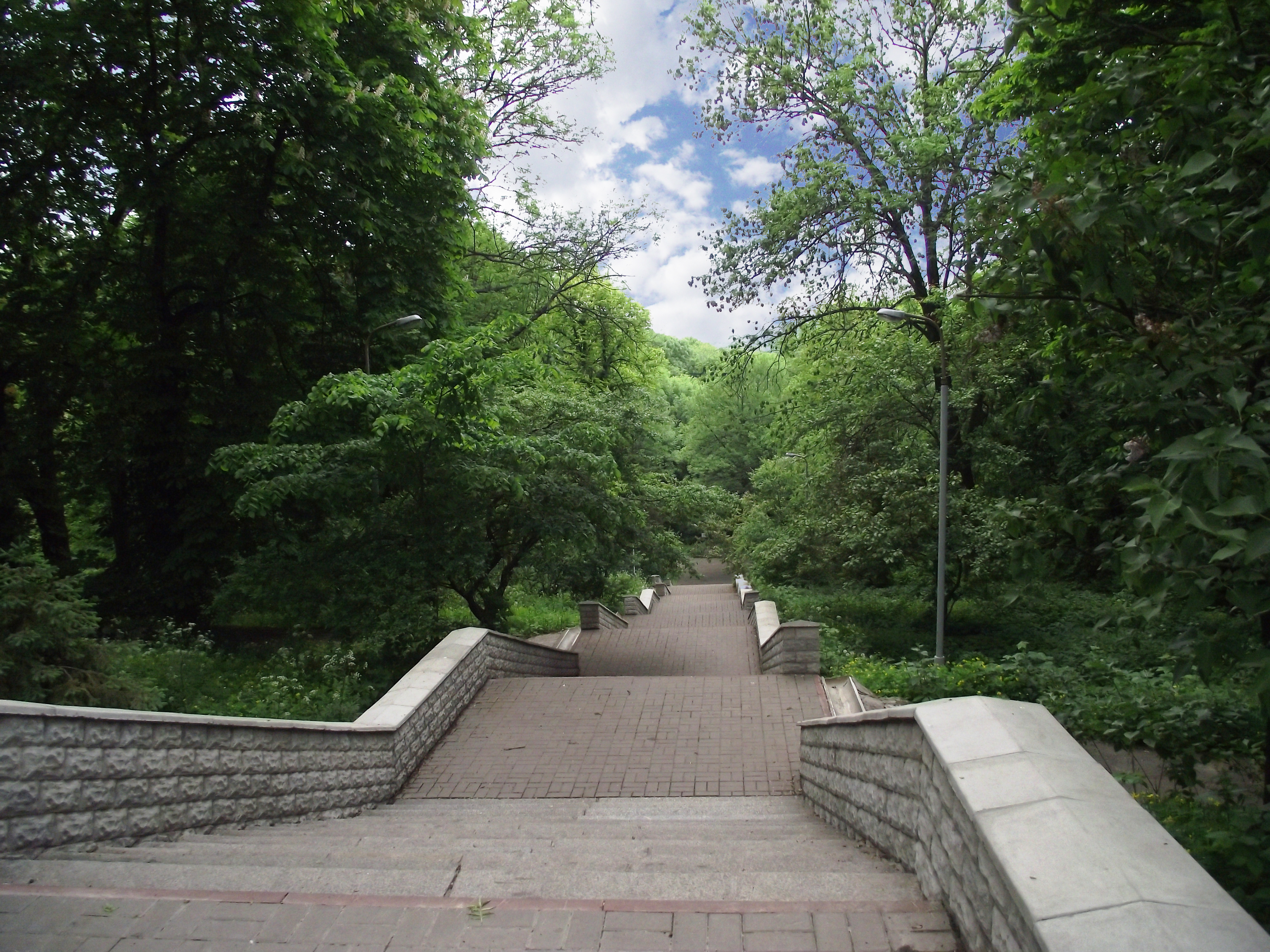
Східці до Дніпра
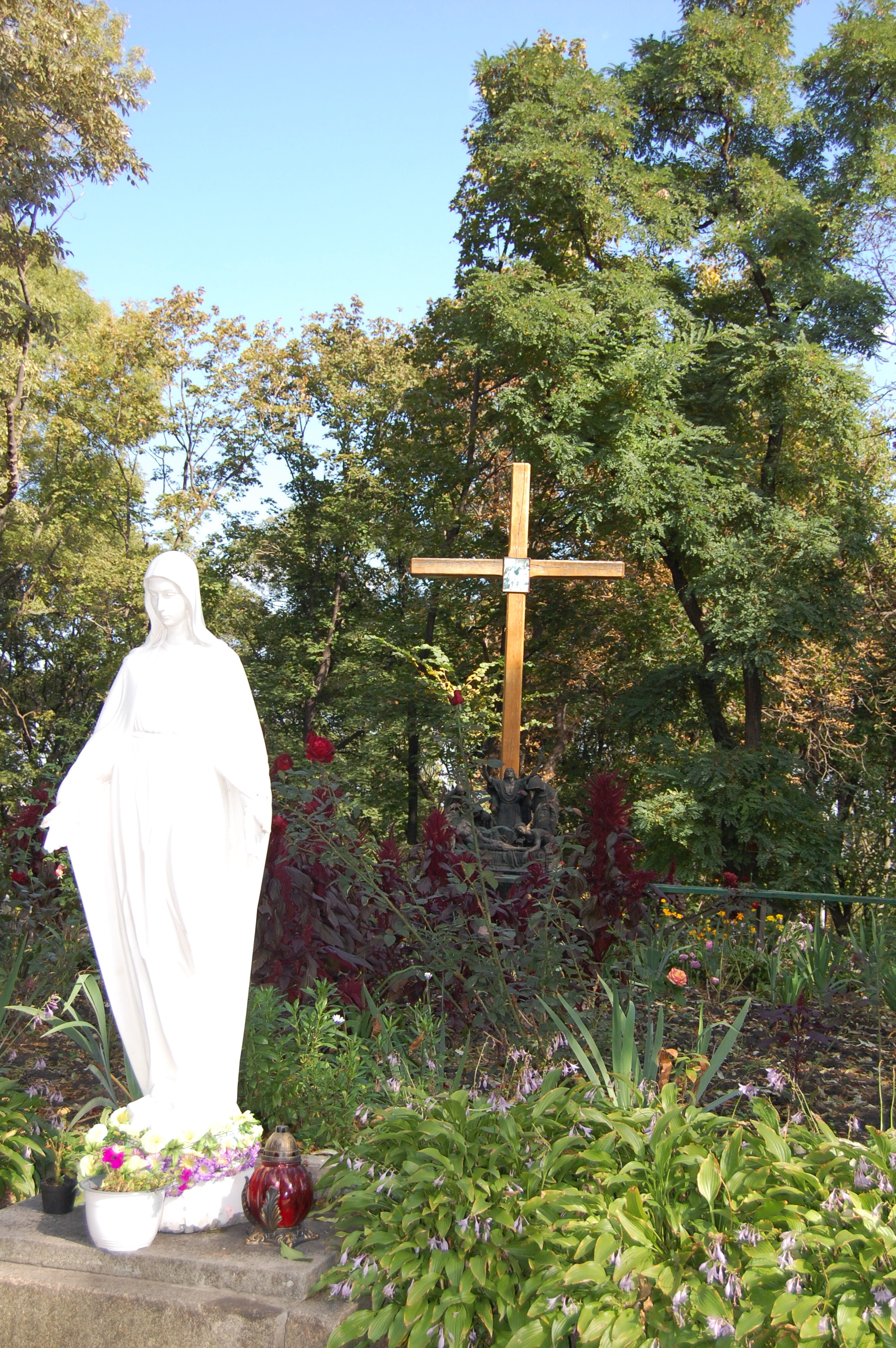
Скульптура Діви Марії
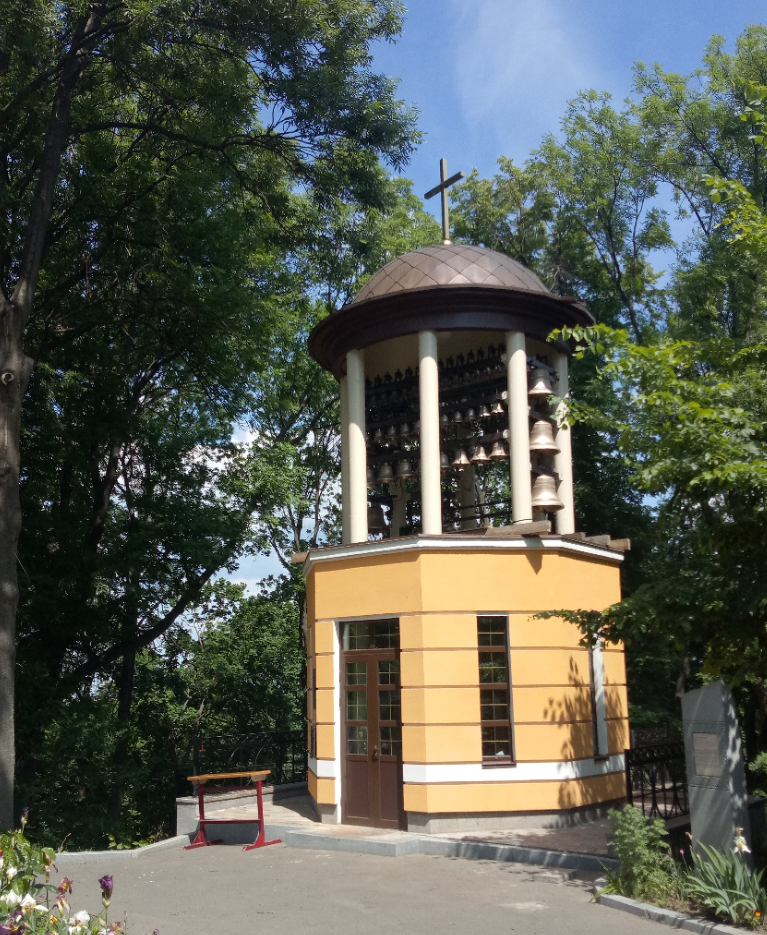
Дзвіниця Побудована на кошти Парафії  Церкви Миколая Чудотворця на Аскольдовій Могилі
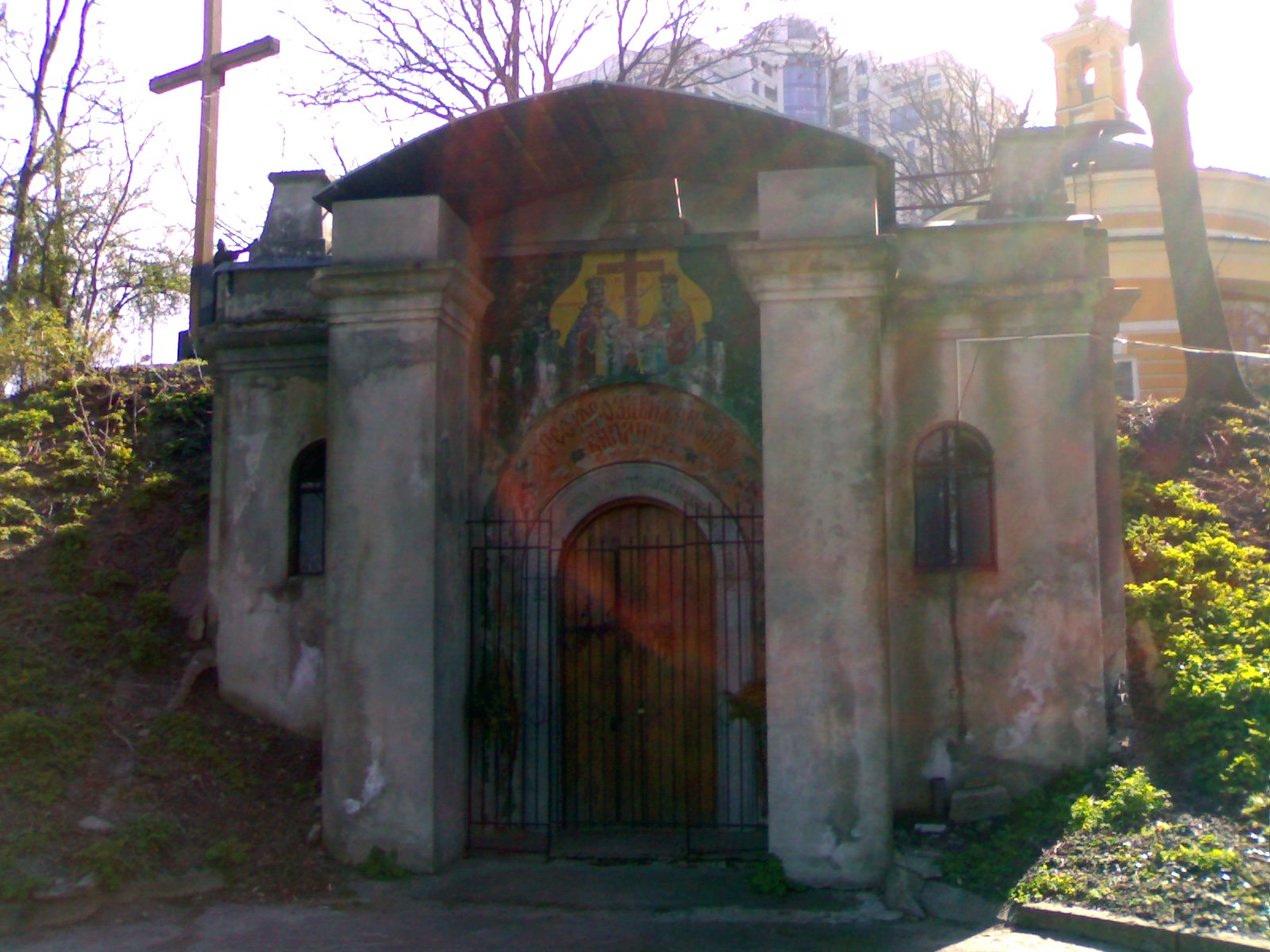
Хрестовоздвиженська каплиця, в минулому склеп генерал-майора Кубанського козачого війська М. М. Демидівського